# コジョ・フォ＝ドー・ラバ
コジョ・フォ＝ドー・ラバ（フランス語: Kodjo Fo-Doh Laba、1992年1月27日 - ）は、トーゴのサッカー選手。トーゴ代表。ポジションはFW。

## クラブ歴
アンジェFCで選手となり、USビタム、RSベルカネに在籍した。2019年6月にアラビアン・ガルフ・リーグのアル・アインFCに移籍。

## 代表歴
2016年3月25日のアフリカネイションズカップ2017予選・グループAのチュニジア代表戦で代表初出場。6月5日の同予選・リベリア代表戦で代表初得点を記録した。アフリカネイションズカップ2017の本戦のメンバーにも選出された。